# Санђер (Муреш)
Санђер (рум. Sânger) насеље је у Румунији у округу Муреш у општини Санђер. Oпштина се налази на надморској висини од 301 m.

## Становништво
Према подацима из 2011. године у насељу је живело 1197 становника.